# Butobarbital
Butobarbital, còn được gọi là butobarbitone hoặc butethal, Soneryl và Neonal, là một loại thuốc thôi miên là một dẫn xuất barbiturat. Nó được phát triển bởi Poulenc Brothers (hiện là một phần của Rhône Poulenc) vào năm 1921.